# 2009年臺北市第六選舉區立法委員缺額補選
中華民國第七屆立法委員台北市第六選舉區缺額補選，又被媒體稱為大安區立委補選，為中華民國台灣台北市第六選區（大安區）原任第7屆立法委員李慶安（中國國民黨）因雙重國籍案於2009年1月8日辭去立法委員後所進行的選舉，於2009年3月28日投票，並在當日晚間完成開票作業，由中國國民黨籍蔣乃辛以9,600票之差贏得該選區席次。

## 背景
大安區被認為是泛藍優勢選區，在1998年台北市長選舉中，民進黨的陳水扁在大安區僅獲40.31%，為全市次低。2008年1月第七屆立委選舉中，時為國民黨籍的李慶安以99,294票擊敗民進黨籍羅文嘉的48,240票，並於2月1日就職。
2008年3月12日，《台灣壹週刊》報導李慶安擁有中華民國與美國的雙重國籍。12月24日，美國國務院回覆中華民國外交部請求清查113位立委是否具有美國籍的密函送達立委手中。翌年1月5日，李慶安被告發涉嫌雙重國籍案，台北地檢署發佈限制出境、出海命令，當選民代後未放棄美國籍，涉嫌詐領市議員、立委薪資，1月8日李慶安辭去立委職務，唯仍認為其案件仍在美方審理中。中選會依法舉行補選，於1月23日發布選舉公告。2月9日受理候選人登記，而至2月13日止，依序登記者為：台灣綠黨徵召的綠黨前秘書長溫炳原、民進黨提名人周柏雅、國民黨提名人蔣乃辛、無黨籍的佛光大學教授劉義鈞、新黨與紅黨推薦以無黨籍身分參選的前立委姚立明、無黨籍參選人趙衍慶及前國民大會代表陳源奇。

## 候選人與競選過程

### 周柏雅
周柏雅為資深臺北市議員，同時也是民主進步黨臺北市議會黨團總召集人。2009年2月8日，民進黨徵召周柏雅代表該黨參與立委補選。周柏雅認為，李慶安及中國國民黨欺騙選民長達十四年，大安區選民應該用選票教訓國民黨。周柏雅並將這次選戰主軸定為打擊國民黨長年包袱，並且強調誠信和監督制衡的重要，認為在首都臺北市至少應該要有一席在野黨立委。
但早在2009年1月，時任周柏雅競選總部副主委的民進黨中常委羅文嘉宣布支持台灣綠黨提名的參選人溫炳原，引發民進黨其他中常委段宜康、賴清德強烈抨擊；羅文嘉表示，中常委看待此議題的態度讓他很失望：「現在的民進黨，都是以短期選舉為考量，不做議題、觀念式的對話，現在還為了極小的權力搞極大的內鬥，更自以為『民眾對國民黨不滿，就一定會支持民進黨』。」羅文嘉說，他覺得民進黨這種心態是「關起門來自己玩」，他現在最想做的事就是「開放民進黨」。

### 劉義鈞
劉義鈞畢業於國立台灣大學政治系，於中華民國教育部公費留學考試通過後赴美國留學，取得芝加哥大學政治學博士學位。回國後，先在中央研究院擔任助理研究員，其後轉任佛光大學教職，曾擔任佛光大學公共事務學系主任、公共事務研究所所長。在社會活動方面，劉義鈞另曾擔任台北市新東扶輪社社長、分區副助理總監。2009年一月，李慶安辭職，劉義鈞有感國民黨及民進黨的表現常令人不滿與失望，決定以獨立參選人身分參加補選，並獲中研院院士胡佛、台大政治系教授呂亞力、台大政治系教授張麟徵、台大心理系教授黃光國、台大哲學系教授王曉波、政大公共行政系教授吳瓊恩等六位知名學者書面推薦。劉義鈞提出「與其詛咒黑暗，不如點燃改革的燭光」的口號，希望以專業問政方式，為民發聲，為國建樹，只要是為全民都可以勝利。

### 蔣乃辛
蔣乃辛為資深臺北市議員。在1月8日李慶安辭職當天傍晚，即獲得中國國民黨臺北市議會黨團一致推薦競選立委補選。 在2月8日舉行的初選，蔣乃辛黨員票及民調都獲得超過五成的支持，領先林奕華、秦儷舫、李慶元、李新四名對手。最後代表中國國民黨角逐立委補選席次。

### 姚立明
姚立明為紅黨秘書長。2月12日，新黨全國委員會舉辦記者會，宣佈推薦姚立明參與立委補選，並以無黨籍登記。姚立明認為，國民黨先前提名具雙重國籍的李慶安，所以沒有資格在這次補選推薦人選。

### 溫炳原
溫炳原為台灣綠黨前秘書長，同時也是該黨此次補選推舉的候選人。外傳綠黨原有意讓美裔臺籍的前行政院環境保護署環境影響評估審查委員會委員、綠黨中執委文魯彬律師投入補選，但被台北市選舉委員會認為違反《公職人員選舉罷免法》規定「歸化中華民國國籍滿十年，始得成為候選人」，不予受理。所以，綠黨最後決定提名在環境保護和社會正義議題上參與頗深的溫炳原競選，期許大安區選民在藍綠之間有第三種不同聲音。
3月9日，溫炳原接受中評社專訪時表示，民進黨無法與綠黨合作，他很釋然；但羅文嘉一席支持他的話，還是幫他拉了不少票。他認為，民進黨應該要多做一些符合核心價值的事，一直在「切不切割陳水扁」漩渦打轉不會使民進黨起死回生。他批評：「現在的政黨都是圖利個人。就像是民進黨，大家都利用陳水扁的名字去污錢；當陳水扁不行的時候，大家就吵著要切割，但大家都不是為了救民進黨，而是為了掌握黨機器。現在大家都罵陳水扁，但是這是陳水扁一個人的責任嗎？難道當時在野的國民黨就不用負責嗎？這兩黨根本都是該死。因此這次補選，兩黨候選人黨的資源根本就是包袱。」

## 選舉結果
| 2009年臺北市第六選舉區立法委員補選選舉結果 | 2009年臺北市第六選舉區立法委員補選選舉結果 | 2009年臺北市第六選舉區立法委員補選選舉結果 | 2009年臺北市第六選舉區立法委員補選選舉結果 | 2009年臺北市第六選舉區立法委員補選選舉結果 | 2009年臺北市第六選舉區立法委員補選選舉結果 | 2009年臺北市第六選舉區立法委員補選選舉結果 |
| 號次                                       | 候選人                                     | 政黨                                       | 得票數                                     | 得票率                                     | 當選標記                                   |                                            |
| ------------------------------------------ | ------------------------------------------ | ------------------------------------------ | ------------------------------------------ | ------------------------------------------ | ------------------------------------------ | ------------------------------------------ |
| 1                                          | 周柏雅                                     | 民主進步黨                                 | 36,465                                     | 38.72%                                     |                                            |                                            |
| 2                                          | 劉義鈞                                     | 無黨籍                                     | 645                                        | 0.68%                                      |                                            |                                            |
| 3                                          | 蔣乃辛                                     | 中國國民黨                                 | 46,065                                     | 48.91%                                     |                                            |                                            |
| 4                                          | 陳源奇                                     | 無黨籍                                     | 39                                         | 0.04%                                      |                                            |                                            |
| 5                                          | 姚立明                                     | 無黨籍 · （ 新黨、 紅黨背書）              | 9,868                                      | 10.48%                                     |                                            |                                            |
| 6                                          | 溫炳原                                     | 台灣綠黨                                   | 1,058                                      | 1.12%                                      |                                            |                                            |
| 7                                          | 趙衍慶                                     | 無黨籍                                     | 46                                         | 0.05%                                      |                                            |                                            |
| 選舉人數                                   | 選舉人數                                   | 選舉人數                                   | 241,498                                    | 241,498                                    | 241,498                                    |                                            |
| 投票數                                     | 投票數                                     | 投票數                                     | 94,483                                     | 94,483                                     | 94,483                                     |                                            |
| 有效票                                     | 有效票                                     | 有效票                                     | 94,186                                     | 94,186                                     | 94,186                                     |                                            |
| 無效票                                     | 無效票                                     | 無效票                                     | 297                                        | 297                                        | 297                                        |                                            |
| 投票率                                     | 投票率                                     | 投票率                                     | 39.12%                                     | 39.12%                                     | 39.12%                                     |                                            |

## 外部連結
- 中選會新聞稿[]
- 第７屆立法委員臺北市第６選舉區缺額補選選舉公報